# Kolutna zavora
Kolutna zavora ali disk zavora je naprava za zaviranje vrtenja kolesa. Jeklen ali redkeje keramičen zavorni disk je pritrjen na vrteče se kolo ali os. Za ustavljanje kolesa uporabljamo zavorne ploščice (nameščene v zavornih čeljustih), ki jih stisnemo ob disk. Trenje med zavorno ploščico in diskom ustavi kolo. Zavorne ploščice lahko stiskamo mehansko, hidravlično (najpogosteje na avtomobilih in motornih kolesih, vse pogosteje tudi na kolesih) ali pnevmatsko (pogosto tovorna vozila)